# Paspalum ceresia
Paspalum ceresia là một loài thực vật có hoa trong họ Hòa thảo. Loài này được (Kuntze) Chase mô tả khoa học đầu tiên năm 1925.